# 제4회 부천국제애니메이션페스티벌
제4회 부천국제애니메이션페스티벌은 2002년 11월 9일에 열린 시상식이다.

## 수상 및 후보

### 본상- GRAND Prize
- 진 - 김현주 수상

### 본상- RECOMMENDATION Prize
- 쉿~! - Adam ROBB 수상

### 본상- TREND Prize
- 바위 - 크리스 슈테너 외2명 수상

### 본상- NOTICE Prize
- 타쿠스칸스칸 - Selina COBLEY 수상

### 본상- VISION Prize
- 교차로 - 손효석 외5명 수상

### 본상- MEMORIAL Prize
- 스키 점핑 페어 - 마시마 리이치로 수상

### 특별상- PISAF 심사위원 특별언급
- 여름 - 김정화 수상
- 연못 - 황 원잉 수상

### 특별상- ASIFA 코리아 상
- 동 - 정진희 수상
- 동 - 동그라미 수상

### 특별상- 유광선 상
- 삼사라 - 양은아 수상
- 몽이(이빨 뽑는 날) - 박자영 수상
- 귀나비 - 이수철 수상
- 판타지 - 장윤 수상

### 특별상- 공주영상정보대학장 상
- W.C. - 이미숙 수상
- 아쿠아 드림 - 문덕희 수상
- 자명종 - 정현천 수상
- 공허 - 김영주 수상

### 특별상- PISAF 특별상
- 레카 - 김일권 수상
- 고양이의 보은 - 모리타 히로유키 수상
- 격돌! 빛과 어둠의 청룡과 황룡 - Takeuchi KEIYU 수상